# Schlachtberg (Kyffhäuser)

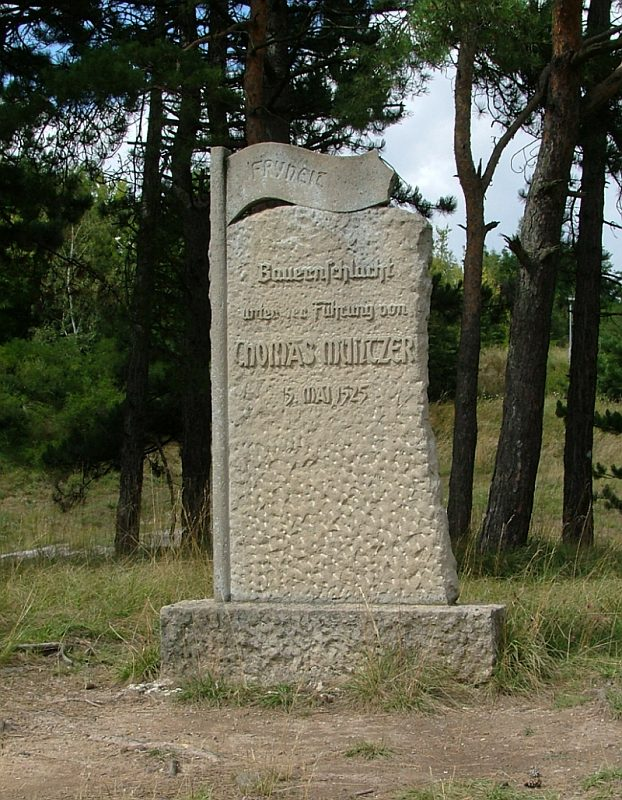
Der Bauernkriegsgedenkstein

Der Schlachtberg ist eine 271 m ü. NHN  hohe  Erhebung des Kyffhäusergebirges nahe Bad Frankenhausen im Kyffhäuserkreis in Thüringen.

## Geographische Lage
Der Schlachtberg liegt im Südteil des Kyffhäusergebirges im Naturpark Kyffhäuser etwa einen Kilometer nördlich von Bad Frankenhausen. Nach Süden schließt sich die Diamantene Aue mit dem Flut- und Solgraben an, die bei  Artern in die Unstrut münden.  Etwas westlich vorbei am Berg führt die Bundesstraße 85.

## Natur
Der Schlachtberg ist einer der südlichsten Berge des Kyffhäusergebirges innerhalb des Zechsteingürtels südlich des Gebirgskammes. Der westliche Berghang ist bewaldet, während die Bergkuppe und die südlichen Abhänge überwiegend unbewaldet sind. Hier findet man die für Karstregionen typische Flora mit Trockenrasen und Wiesensteppe.
Der Berg ermöglicht eine Aussicht nach Südwesten bis zur Hainleite und nach Südosten zur Thüringer Pforte  und den Finneausläufern Schmücke und Hohe Schrecke. Zahlreiche Wanderwege, wie der Kyffhäuserweg, erschließen die Bergregion.

## Geschichte
Auf dem Berg fand am 15. Mai 1525 die letzte Schlacht des Bauernkrieges in Mitteldeutschland statt. Die Bauern unter Führung von Thomas Müntzer sammelten sich oberhalb der Stadt Frankenhausen auf der damals noch Weißenberg genannten Erhebung in einer Wagenburg. Sie wurden vom fürstlichen Heer vernichtend geschlagen. Seit dieser Zeit trägt der Berg den Namen Schlachtberg.

## Sehenswürdigkeiten
Zu den Sehenswürdigkeiten gehören:
- Bauernkriegspanorama im Panoramamuseum Bad Frankenhausen
- Bauernschlachtdenkmal
- Obstsorten-Erhaltungsgarten[2]